# Вепсская национальная волость
Ве́псская национа́льная во́лость (вепс. Vepsän rahvahaline volost’) — автономия северных вепсов в составе Республики Карелия, существовавшая с 1994 по 2005 год. Центр — село Шёлтозеро. Население (по состоянию на 01.01.2002) — 3493 человека, из них 1202 вепсов.

## История
Вепсская национальная волость (ВНВ) была образована 20 января 1994 года постановлением Верховного Совета Республики Карелия от 20 января 1994 года № ХП-23/625 в пределах Шокшинского, Шелтозерского и Рыборецкого вепсских национальных сельских советов, выделенных из состава Прионежского района. 2 декабря 1996 года получила статус административной единицы. Включала 13 населённых пунктов. Территориальным и административным центром Вепсской национальной волости было село Шёлтозеро. В местной прессе торжественно провозглашалось, что 
По сравнению с тем, что вепсам пришлось пережить в прошлом, в наше время отношение к нам коренным образом изменилось. Ныне создаваемая Вепсская автономия будет способствовать развитию вепсской культуры, сохранению традиций и языка вепсского.
 Удалось добиться определённых успехов: была воссоздана вепсская письменность, изданы учебники и словари, в школах волости введено преподавание вепсского языка, в вузах Карелии — подготовка преподавателей вепсского. Лингвист И. И. Муллонен составила трёхъязычный (вепсско-финско-русский) список вепсских топонимов Карелии. Был отремонтирован Дом культуры в Шёлтозере. Все это положительно сказалось на повышении национального самосознания вепсов.
Решение социально-экономических проблем волости правомерно связывалось с подготовкой и выполнением республиканской целевой программы развития Вепсской национальной волости «РЭСУРС». Программа «РЭСУРС» Вепсской национальной волости на 2000—2004 годы была разработана Министерством экономического развития Республики Карелия. Одобренная сессией Волостного совета 23 декабря 1999 года, она была утверждена постановлением Правительства Республики Карелия от 13 марта 2000 года № 61-П. Основной целью программы являлась выработка направлений развития волости с тем, чтобы к 2004 году обеспечить бездефицитный бюджет, который бы позволял финансировать социальную сферу волости на уровне минимальных социальных стандартов. Основу мероприятий программы составило придание территории статуса РЭСУРС. Этот статус предусматривал создание благоприятного экономического режима деятельности предприятий, развивающихся на территории и волости. Удалось преодолеть кризис лесопромышленного комплекса. Снизился уровень регистрируемой безработицы, задолженность по заработной плате и выплате пенсий и детских пособий. В 2002 году Правительству Республики Карелия даже удалось решить вопрос о включении Вепсской национальной волости в федеральную целевую программу «Экономическое и социальное развитие коренных малочисленных народов Севера до 2011 года».

20 декабря 2004 года волость была ликвидирована (её территория была возвращена в состав Прионежского района. 
Была автономия — и нет автономии. Времена опять изменились. О развитии вепсской культуры, сохранении традиций и языка — «приказано забыть».
 — писал по этому поводу М. И. Девлеткамов.

В 2004 году, незадолго до ликвидации волости, вепсский активист Алексей Максимов предложил проект её герба. 
Блазонное описание
Проект герба Вепсской национальной волости представляет собой щит, имеющий окрашенное золотом поле и оконечность, образованную четырьмя голубыми и серебряными волнообразными полосами. В золотом поле помещен красного цвета петух, держащий перед собой зеленый трилистник. Глаза и когти петуха серебряные. Щит увенчан оригинальным, серебряным с золотом, навершием в виде северно-вепсского волютного наличника. Символика Красный петух еще до возникновения волости появляется как эмблема праздника Вепсской культуры «Древо Жизни» и все эти годы активно используется как неофициальный символ вепсов Прионежья. Петух (kukoi) традиционно почитается у вепсов как домашний охранитель и олицетворяет борьбу с тёмными силами. В гербе красный петух — символ очищения и духовного возрождения. Трилистник является стилизованым изображением листа вахты (vehk) и символизирует три национальных сельсовета: Шокшинский, Шелтозерский и Рыборецкий, объединённые в 1994 году в Вепсскую национальную волость. Голубые и серебряные волнообразные полосы в основании щита призваны обозначать воды Онежского озера. Золотой цвет поля — это символ постоянства и мудрости. Навершие (корона) — атрибут самоуправляемой территории указывает на особый статус волости, как национального муниципального образования. В случае принятия на федеральном уровне закона, регламентирующего использование подобных украшений, навершие (корона) может быть снято или заменено соответствующим по статусу.
 Проект официально утверждён не был.
На территории ВНВ, снова включённой в состав Прионежского района, были образованы три административных поселения — Шокшинское вепсское, Шелтозерское вепсское и Рыборецкое вепсское.

## Достопримечательности
- Хранитель традиций культуры вепсов — Шёлтозерский вепсский этнографический музей имени Рюрика Петровича Лонина. Музей располагается в рубленом доме Мелькина в селе Шёлтозере на Почтовой улице, 28 (1814 год постройки). В пределах волости уцелели священные вепсские рощи[10] близ деревень Вехручей, Каскесручей и села Рыбрека[11].
- Также на территории Вепсской национальной волости зарегистрировано 68 памятников деревянного зодчества. Это традиционные крестьянские постройки: дома, амбары, хлева, конюшни; а также деревянная церковь в деревне Вехручей (конец XIX века) и церковь в деревне Горное Шёлтозеро (середина XIX века).
- Два монастырских комплекса — Яшезерская Благовещенская пустынь[12] и Брусненский монастырь; а также каменная церковь святого апостола Фомы (начало XX века).